# L'Ombre de Bogota
Pour plus de détails, voir Fiche technique et Distribution.
L'Ombre de Bogota (La Sombra del caminante) est un film colombien réalisé par Ciro Guerra en 2004 et sorti l'année suivante.